# Нефёдов, Михаил Александрович (музыкант)
Михаи́л Алекса́ндрович Нефёдов (10 января 1961, Ленинград) — советский и российский барабанщик. Известен как барабанщик групп «Алиса» и «Разные люди».

## Биография
По словам самого Нефёдова, его деятельность как барабанщика началась с большого дивана, стоявшего дома у Нефёдовых, по которому Михаил в детстве ударял палкой. Окончив школу, Михаил Нефёдов поступил в техникум связи и одновременно — в джазовую школу, где двумя годами ранее учился Святослав Задерий.
Своё знакомство с будущим основателем группы «Алиса» он описывал так:

У Задерия была своя команда (забыл, как называлась), и его барабанщик должен был уйти в армию. Об этом мне рассказал мой однокашник Вовка, который вместе с Задерием учился в техникуме приборостроения. Вот мы с ним съездили на репетиционную точку к Задерию в ДК «Невский». Однако барабанщика в армию не взяли, и я оказался за бортом шоу-бизнеса. Прошёл год, и однажды — звонок в дверь. Открываю — стоит Задерий с каким-то парнем. Я его даже не сразу узнал. Он говорит: «Привет, помнишь, ты приходил к нам на точку? Видишь, какая штука: я всех выгнал, этот парень — гитарист, нужен барабанщик»… В общем, я согласился, и так возникла группа «Хрустальный Шар»…

Распустив «Хрустальный шар», Задерий и Нефёдов организовали новый квинтет, в который пригласили двух участников группы «Демокритов колодец» (Шаталина и Кондратенко) и вокалиста. За следующий год эта группа, сменив двух певцов, превратилась из «Дафны» в «Магию», а чуть позже взяла новое имя — «Алиса».
Параллельно занятости в «Алисе», участвовал в проекте «Время любить», а также три года играл в группе «Дубы-Колдуны» (1993—1996), исполнявшей иронически переосмысленные хиты советской эпохи.
По словам Нефёдова, барабаны в рок-музыке записываются в самом начале, и его непосредственное участие в создании альбомов обычно ограничивалось первыми несколькими днями, а затем лишь в конце — сменами сведения. Всё остальное время он, хоть и бывал в студии, но крайне нерегулярно.
С 2003 по 2009 годы — барабанщик групп «Курылёв-бэнд», «Эквилибриум-бэнд» и «Электрические партизаны», с 2006 года — проекта «Feedback», с 2007 года — барабанщик группы «Разные люди», а также с 2010 года барабанщик группы «Исток».
В 2012 году «вернулся» в группу «Электрические партизаны». В 2013 году вместе с Шаталиным и Кондратенко собрал проект «Это ТО» и играл на вечере памяти Святослава Задерия в Санкт-Петербурге. В 2014 году вошёл в команду «Адаптация».
Помимо основной работы, подключился к выступлениям петербургского коллектива «Пульс Неразрешения», существовавшего с 2012 года как проект двух гитаристов для исполнения собственных песен, что стало ключом к началу активных репетиций и концертной деятельности. С 2013 года группа официально является членом Ленинградского РОК-КЛУБА, под председательством Николая Михайлова.
После 10 лет ухода из «Алисы» Нефёдов сказал: «Это было хорошее время. Я часто об этом вспоминаю и ничего плохого сказать не могу. Часто даже сны снятся, где музыканты старые мои. Я иногда жалею, что покинул группу. Я играл там 20 лет, стоял у истоков этой группы, создавал её со Славой Задерием. Это моё детище, поэтому мне обидно и больно, что я остался за бортом этой группы не по своей воле, так скажем. Хотя, это был мой выбор уйти…».
В 2017 году покинул группу «Адаптация».